# ポスカム駅
ポスカム駅は、 中華人民共和国 新疆ウイグル自治区 カシュガル地区 ポスカム県 、喀和線の駅で、2010年に建てられ、ウルムチ鉄道局の管轄である。  

## 駅周辺
- 吐和高速道路

## 歴史
- 2010年に構築された。

## 参考資料
1. ↑  “喀什车务段概况”.  中国铁路总公司. 2017年7月22日閲覧。
2. ↑  泽普火车站介绍